# 中野秀樹
中野 秀樹（なかの ひでき、1952年7月29日 - ）は、日本・北海道出身の元ノルディック複合選手。1972年札幌オリンピック日本代表に選ばれ、1970年代に国内外の大会で活躍した。

## プロフィール
北照高等学校-早稲田大学
19歳で出場した1972年札幌オリンピックでは、前半ジャンプでは首位となってメダル獲得の期待が掛けられたが後半クロスカントリースキーでは39位のタイムと振るわず総合13位に終わった。
現役引退後は札幌市内でそば店を営む。

## 日本国内での主な競技成績
- 1969年第47回全日本スキー選手権ノルディック複合少年組　優勝[1]
- 1970年第48回全日本スキー選手権ノルディック複合少年組・成年組　優勝[2]
- 1970年第25回国体少年組　優勝[3]
- 1972年冬季ユニバーシアード70m級純ジャンプ　金メダル[4]
- 1974年ノルディックスキー世界選手権　33位[5]
- 1978年第33回国体成年一部　優勝[3]